# Перстач чагарниковий
Перстач чагарниковий (Dasiphora fruticosa) — вид квіткових рослин родини розові (Rosaceae)

## Поширення
Перстач чагарниковий поширений у Європі, Північній Азії та Північній Америці. Росте на заплавних луках, серед чагарникових заростей, по берегах водойм.

## Опис
Багаторічна чагарникова рослина. Сягає заввишки до 1,5 м. Листя складне, перисте, складається з 5–7 довгастих листочків, що розміщені у вигляді віяла та покриті м'яким, густим ворсом. Стебла гіллясті, у молодому віці покриті ворсистим запушенням, в зрілому — корою червоно-коричневого або бурого відтінку. Квіти яскраво-жовті, до 3 см в діаметрі. Вони поодинокі або зібрані у суцвіття. Тичинок близько 30. Цвітіння починається у середині літа, а дозрівання плодів — в основному у кінці серпня-вересні. Плоди — сухі горішки невеликих розмірів, вкриті тоненькими волосками.